# Wild Things (chanson)
Pour les articles homonymes, voir Wild Thing.
Singles de Alessia Cara
Here
(2015) Wild
(2016)
Wild Things est une chanson de l'auteure-compositrice-interprète canadienne Alessia Cara sortie le 2 février 2016 en tant que deuxième single extrait de son premier album studio Know-It-All.

## Clip vidéo
Le clip vidéo de Wild Things est réalisé par Aaron A. Lors des MTV Video Music Awards 2016, il est nommé au prix de la meilleure vidéo pop.

## Classements
| Classements (2015-16)                          | Meilleures position |
| ---------------------------------------------- | ------------------- |
| Allemagne (GfK Entertainment)                  | 76                  |
| Australie (ARIA)                               | 25                  |
| Belgique (Flandre Ultratip Bubbling Under 100) | 5                   |
| Belgique (Wallonie Ultratip Bubbling Under 50) | 17                  |
| Canada (Hot 100)                               | 14                  |
| Canada (Canada AC)                             | 12                  |
| Canada (Canada All-Format)                     | 3                   |
| Canada (CHR/Top 40)                            | 5                   |
| Canada (Digital Songs)                         | 9                   |
| Canada (Hot AC)                                | 5                   |
| États-Unis (Hot 100)                           | 50                  |
| États-Unis (Adult Pop Songs)                   | 34                  |
| États-Unis (Dance/Mix Show Airplay)            | 20                  |
| États-Unis (Digital Songs)                     | 45                  |
| États-Unis (Dance Club Songs)                  | 13                  |
| États-Unis (Pop Airplay)                       | 14                  |
| États-Unis (Radio Songs)                       | 44                  |
| États-Unis (Rhythmic Songs)                    | 34                  |
| Irlande (IRMA)                                 | 66                  |
| Nouvelle-Zélande (RMNZ)                        | 12                  |
| Pays-Bas (Single Top 100)                      | 58                  |
| Portugal (AFP)                                 | 44                  |
| Royaume-Uni (UK Singles Chart)                 | 63                  |
| Slovaquie (IFPI Singles Digitál)               | 25                  |
| Suède (Sverigetopplistan)                      | 61                  |
| Suisse (Schweizer Hitparade)                   | 51                  |
| Tchéquie (IFPI Singles Digitál)                | 26                  |